# Güsemijn Dżalaa
Güsemijn Dżalaa (mong. Гүсэмийн Жалаа; ur. 18 lipca 1949) – mongolski judoka. Dwukrotny olimpijczyk. Zajął piąte w Montrealu 1976 i szesnaste w Moskwie 1980. Walczył wadze ciężkiej.

## Letnie Igrzyska Olimpijskie 1976
| Konkurencja | Eliminacje                 | Eliminacje                 | Repasaże               | Finały              | Klas. końcowa |
| Konkurencja | Przeciwnik I               | 1/4                        | Przeciwnik I           | o 3. miejsce        | Miejsce       |
| ----------- | -------------------------- | -------------------------- | ---------------------- | ------------------- | ------------- |
| +93 kg      | Mario Daminelli (ITA) Z-wo | Günther Neureuther (FRG) P | Abdoulaye Kote (SEN) Z | Allen Coage (USA) P | 5.            |

## Letnie Igrzyska Olimpijskie 1980
| Konkurencja | Eliminacje                | Klas. końcowa |
| Konkurencja | Przeciwnik I              | Miejsce       |
| ----------- | ------------------------- | ------------- |
| +95 kg      | Radomir Kovačević (YUG) P | 16.           |